# Fontelas
Fontelas is een plaats (freguesia) in de Portugese gemeente Peso da Régua in het district Vila Real. In 2001 telde Fontelas 909 inwoners.